# Бондар Олександр Іванович
Олекса́ндр Іва́нович Бо́ндар (21 листопада 1952, м. Вознесенськ Миколаївської області — †28 березня 2013, м. Одеса) — український мовознавець, перекладач, доктор філологічних наук з 1999, професор з 2000.

## Життєпис
Закінчив у 1975 році філологічний факультет Одеського державного університету імені І. І. Мечникова.
З 1979 року працював у ньому: викладач, доцент; у 1982–1992 та з 2000 — завідувач кафедри української мови.
Помер 28 березня 2013 у м. Одеса.

## Наукова діяльність
Досліджував питання граматики української мови (монографія «Темпоральні відношення в сучасній українській літературній мові. Система засобів вираження», 1996; низка статей), історії мови, лінгвоекології, мовної ситуації на Півдні України, комп'ютерної лінгвістики.
Один з укладачів «Інверсійного словника української мови» (1985).
Перекладав з польської, англійської та японської мов.